# Dominique Locatelli
Dominique Locatelli (* 3. Januar 1961 in La Tronche) ist ein ehemaliger französischer Skilangläufer.

## Werdegang
Locatelli startete international erstmals bei den Olympischen Winterspielen 1980 in Lake Placid und errang dabei den 45. Platz über 15 km. Bei den nordischen Skiweltmeisterschaften 1982 in Oslo belegte er den 45. Platz über 15 km und den 11. Rang mit der Staffel. In der Saison 1983/84 holte er in Ramsau am Dachstein mit dem siebten Platz über 30 km seine ersten Weltcuppunkte und zugleich seine beste Einzelplatzierung im Weltcup. Beim Saisonhöhepunkt, den Olympischen Winterspielen 1984 in Sarajevo, lief er auf den 31. Platz über 15 km, auf den 28. Rang über 50 km und auf den 18. Platz über 30 km. Die Saison beendete er auf dem 37. Platz im Gesamtweltcup und erreichte damit sein bestes Gesamtergebnis. Seine besten Platzierungen bei den nordischen Skiweltmeisterschaften 1985 in Seefeld in Tirol waren der 17. Platz über 50 km und der zehnte Rang mit der Staffel. Im Jahr 1987 gewann er den La Foulée Blanche und lief bei den nordischen Skiweltmeisterschaften in Oberstdorf auf den 33. Platz über 30 km klassisch und auf den 12. Rang mit der Staffel. Im folgenden Jahr belegte er bei den Olympischen Winterspielen in Calgary den 50. Platz über 30 km klassisch, den 37. Rang über 50 km Freistil und zusammen mit Patrick Rémy, Jean-Luc Thomas und Guy Balland den 11. Platz in der Staffel. Seine letzten internationalen Rennen absolvierte er bei den nordischen Skiweltmeisterschaften 1989 in Lahti. Dort errang er den 52. Platz über 15 km klassisch und jeweils den 41. Rang über 30 km klassisch und 50 km Freistil. In den Jahren 1985 und 1992 gewann er den Marathon de Bessans.

## Teilnahmen an Weltmeisterschaften und Olympischen Winterspielen

### Olympische Winterspiele
- 1980 Lake Placid: 45. Platz 15 km
- 1984 Sarajevo: 18. Platz 30 km, 28. Platz 50 km, 31. Platz 15 km
- 1988 Calgary: 11. Platz Staffel, 37. Platz 50 km Freistil, 50. Platz 30 km klassisch

### Nordische Skiweltmeisterschaften
- 1982 Oslo: 11. Platz Staffel, 45. Platz 15 km
- 1985 Seefeld in Tirol: 10. Platz Staffel, 17. Platz 50 km, 25. Platz 30 km, 26. Platz 15 km
- 1987 Oberstdorf: 12. Platz Staffel, 33. Platz 30 km klassisch
- 1989 Lahti: 41. Platz 50 km Freistil, 41. Platz 30 km klassisch, 52. Platz 15 km klassisch